# SCOR Re
A SCOR Re é um grupos resseguradores francês com atuação global. A SCOR Re foi funda em 1970 e já na primeira década iniciou sua expansão global passando a atuar em países como Hong Kong, Reino Unido, Estados Unidos da América, México, Espanha, Colômbia, Austrália, Canadá e Singapura. Com a aquisição de 98% do capital da Converium, entrou para o grupo das cinco maiores resseguradores do mundo.
A linha vida da SCOR, a SCOR Global Life, que representa quase metade do faturamento global do conglomerado, possui, na França, quatro centros de pesquisa e desenvolvimento, que dão apoio as suas atividades nos países onde atua.
Em 2008, a primeira resseguradora internacional do ramo vida a receber da Susep a autorização para atuar como admitida, logo após a reabertura do mercado ressegurador brasileiro. Neste momento, com mais de três mil clientes e faturamento anual de 5,9 bilhões de euros, o grupo já possuia escritórios em 52 países.